# فيل لوكو
فيل لوكو (بالفنلندية: Ville Liukko) مواليد 24 مايو 1974 في توركو، هو لاعب كرة مضرب فنلندي سابق بدأ مسيرته كمحترف سنة 1995 وكان يلعب باليد اليمنى. أعلى تصنيف له في الفردي كان المركز الـ 117 في سنة 1999. أعلى تصنيف له في الزوجي كان المركز الـ 216 في سنة 2001.

## النهائيات

### الفردي: (1)
| الرقم | السنة | الدورة                      | الأرضية | المنافس في النهائي | النتيجة في النهائي |
| ----- | ----- | --------------------------- | ------- | ------------------ | ------------------ |
| 1.    | 1998  | سان دييغو، الولايات المتحدة | صلبة    | بول غولدستاين      | 7–5, 7–6           |

### الزوجي: (1)
| الرقم | السنة | الدورة          | الأرضية | الشريك        | المنافس في النهائي             | النتيجة في النهائي |
| ----- | ----- | --------------- | ------- | ------------- | ------------------------------ | ------------------ |
| 1.    | 2000  | تامبيري، فنلندا | ترابية  | ياركو نييمينن | ستيفن راندجيلوفيك دوشان فيميتش | 6–0, 4–6, 6–3      |

## روابط خارجية
- فيل لوكو على موقع رابطة محترفي التنس (الإنجليزية)
- فيل لوكو على موقع الاتحاد الدولي لكرة المضرب (الإنجليزية)
- فيل لوكو على موقع خلاصة التنس.كوم (الإنجليزية)